# Provincia Bioko Norte
Provincia Bioko Norte este una dintre cele 7 unități administrativ-teritoriale de gradul I ale statului Guineea Ecuatorială.